# Черепанов, Иван Иванович
Иван Иванович Черепанов (1916—1975) — младший сержант Рабоче-крестьянской Красной Армии, участник Великой Отечественной войны, Герой Советского Союза (1944).

## Биография
Родился 11 сентября 1916 года в деревне Волокушино Красноуфимского уезда Пермской губернии (ныне — Артинский городской округ Свердловской области).
После окончания начальной школы работал сначала в колхозе, затем на заводе. В 1937—1941 годах проходил службу в Рабоче-крестьянской Красной Армии, участвовал в польском походе и советско-финской войне.
В 1941 году Черепанов повторно был призван в армию Дудинский РВК Красноярского края Таймырского НО (по данным наградного листа к званию Герой Советского Союза — Красноуфимский РВК). С августа того же года — на фронтах Великой Отечественной войны.
К июню 1944 года младший сержант Иван Черепанов командовал пулемётным отделением 215-го стрелкового полка 179-й стрелковой дивизии 43-й армии 1-го Прибалтийского фронта. Отличился во время освобождения Витебской области Белорусской ССР. 23-24 июня 1944 года отделение Черепанова одним из первых переправилось через Западную Двину в районе деревни Заборье Бешенковичского района и приняло активное участие в боях за захват и удержание плацдарма на её берегу, продержавшись до переправы всего батальона. В критический момент боя Черепанов заменил собой погибшего командира взвода.
Указом Президиума Верховного Совета СССР от 22 июля 1944 года младший сержант Иван Черепанов был удостоен высокого звания Героя Советского Союза с вручением ордена Ленина и медали «Золотая Звезда».
Также награждён рядом медалей, в том числе «За боевые заслуги» (28.08.1943)"За отвагу" (03.10.1943).
После окончания войны демобилизован. Проживал и работал в посёлке Арти.
Скончался 12 июня 1975 года. Похоронен на поселковом кладбище в Артях.